# Mołdawia na Zimowych Igrzyskach Olimpijskich 2006
Mołdawię na Zimowe Igrzyska Olimpijskie 2006 reprezentowało 7 zawodników. Wystartowali oni w biathlonie, biegach narciarskich i saneczkarstwie.
Był to czwarty start Mołdawii na zimowych igrzyskach olimpijskich.

## Wyniki reprezentantów Mołdawii

### Biathlon

#### Kobiety
| Zawodnik            | Konkurencja       | Strata | Czas    | Ilość pudeł | Pozycja | Źródło |
| ------------------- | ----------------- | ------ | ------- | ----------- | ------- | ------ |
| Natalia Lewczenkowa | Sprint            | —      | 24:34.2 | 1 (0+1)     | 41.     | [ 1 ]  |
| Elena Gorohova      | Sprint            | —      | 26:23.9 | 2 (0+2)     | 68.     | [ 1 ]  |
| Valentina Ciurina   | Sprint            | —      | 30:04.2 | 4 (2+2)     | 81.     | [ 1 ]  |
| Natalia Lewczenkowa | Bieg pościgowy    | +2:03  | 41:36.1 | 1 (0+0+0+1) | 23.     | [ 2 ]  |
| Natalia Lewczenkowa | Bieg masowy       | —      | 44:21.8 | 2 (1+1+0+0) | 8.      | [ 3 ]  |
| Natalia Lewczenkowa | Bieg indywidualny | —      | 52:11.7 | 2 (0+2+0+0) | 21.     | [ 4 ]  |

#### Mężczyźni
| Zawodnik           | Konkurencja | Czas    | Ilość pudeł | Pozycja | Źródło |
| ------------------ | ----------- | ------- | ----------- | ------- | ------ |
| Mihail Gribușencov | Sprint      | 32:17.6 | 2 (1+1)     | 82.     | [ 5 ]  |

### Biegi narciarskie

#### Kobiety
| Zawodnik       | Konkurencja | Eliminacje | Eliminacje | Ćwierćfinał | Ćwierćfinał | Półfinał | Półfinał | Finał | Finał   | Pozycja | Źródło |
| Zawodnik       | Konkurencja | Czas       | Pozycja    | Czas        | Pozycja     | Czas     | Pozycja  | Czas  | Pozycja | Pozycja | Źródło |
| -------------- | ----------- | ---------- | ---------- | ----------- | ----------- | -------- | -------- | ----- | ------- | ------- | ------ |
| Elena Gorohova | Sprint      | 2:31.61    | 62.        | NQ          | NQ          | NQ       | NQ       | NQ    | NQ      | 62.     | [ 6 ]  |

#### Mężczyźni
| Zawodnik  | Konkurencja | Eliminacje | Eliminacje | Ćwierćfinał | Ćwierćfinał | Półfinał | Półfinał | Finał | Finał   | Pozycja | Źródło |
| Zawodnik  | Konkurencja | Czas       | Pozycja    | Czas        | Pozycja     | Czas     | Pozycja  | Czas  | Pozycja | Pozycja | Źródło |
| --------- | ----------- | ---------- | ---------- | ----------- | ----------- | -------- | -------- | ----- | ------- | ------- | ------ |
| Ilie Bria | Sprint      | 2:42.30    | 77.        | NQ          | NQ          | NQ       | NQ       | NQ    | NQ      | 77.     | [ 7 ]  |

### Saneczkarstwo

#### Mężczyźni
| Zawodnik       | Konkurencja | Czas ślizgu | Czas ślizgu | Czas ślizgu | Czas ślizgu | Suma czasów | Pozycja | Źródło |
| Zawodnik       | Konkurencja | 1           | 2           | 3           | 4           | Suma czasów | Pozycja | Źródło |
| -------------- | ----------- | ----------- | ----------- | ----------- | ----------- | ----------- | ------- | ------ |
| Bogdan Macovei | Jedynki     | 55.681      | 55.101      | 54.005      | 53.599      | 3:38.386    | 30.     | [ 8 ]  |